# روگوزارسکی پی‌وی‌تی
روگوزارسکی پی‌وی‌تی (به انگلیسی: Rogožarski_PVT) یک هواگرد ملخ‌پیشین تک‌موتوره از نوع هواپیمای آموزشی ساخت شرکت Rogožarski, Belgrade است. هواگرد روگوزارسکی پی‌وی‌تی نخستین پروازش را در 1934 میلادی انجام داد. این هواگرد در سال ۱۹۳۶ میلادی رسماً معرفی گردید. در مجموع، تعداد ۶۱ فروند از این هواگرد ساخته شده‌است.
طراح این هواگرد، R. Fizir; Sima Milutinović; K. Sivčev and A.Biščević بود.